# Neolissochilus hendersoni
Neolissochilus hendersoni är en fiskart som först beskrevs av Herre, 1940.  Neolissochilus hendersoni ingår i släktet Neolissochilus och familjen karpfiskar. Inga underarter finns listade i Catalogue of Life.